# Schultiskopf
Der Schultiskopf liegt im höchsten Teil des Mittleren Schwarzwaldes und ist mit einer Höhe von 1075,2 m ü. NHN ein gratartiger Nebengipfel des Obereck (1178,2 m ü. NHN). 

## Beschreibung

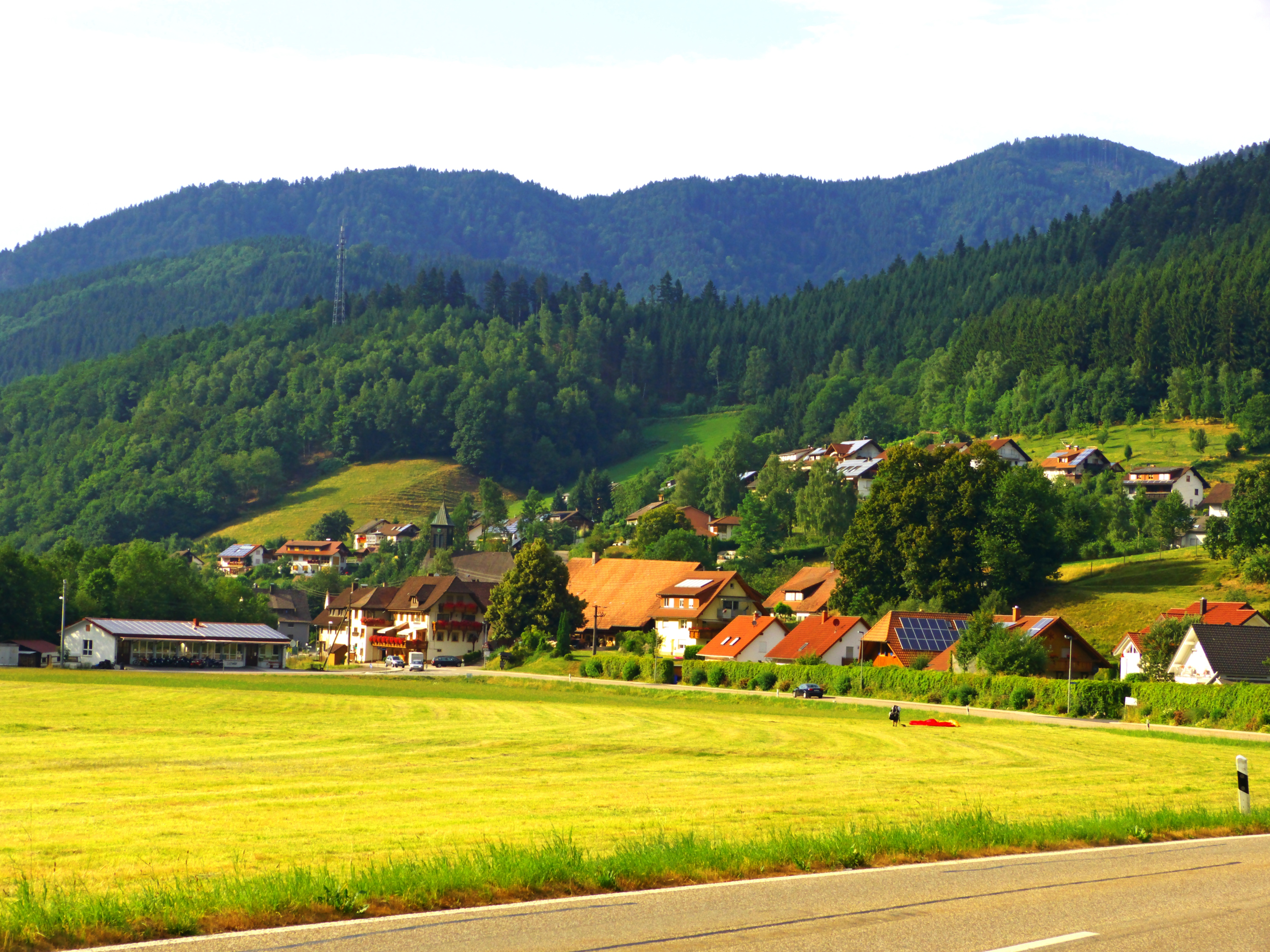
Blick von Obersimonswald auf Höllkopf und Schultiskopf (rechts)

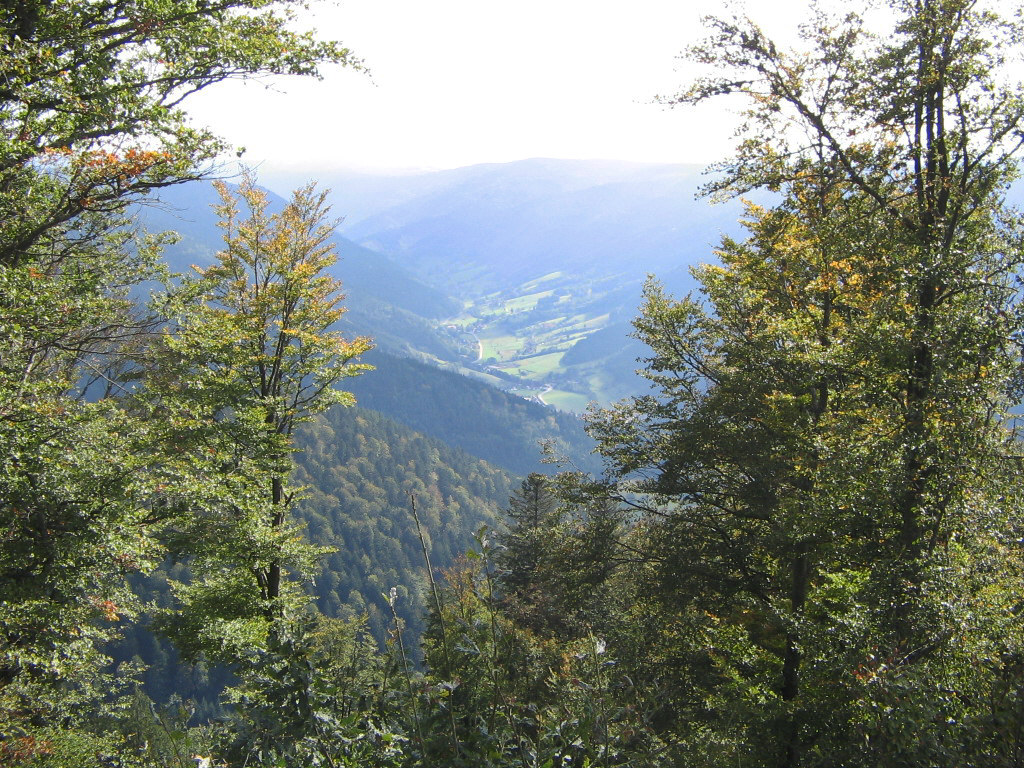
Ausblick ins Tal der Wilden Gutach

Der Schultiskopf bildet zusammen mit dem westlich benachbarten Höllkopf (923,2 m ü. NHN) einen 2,5 Kilometer langen Felsgrat, dessen steile Hänge nach Norden bis zu 550 Meter tief zum Haslachsimonswälder Bach abfallen und nach Süden hin 400 Meter tief zum Ibichbach. Über ihn verläuft ein Pfad, der von Altsimonswald im Tal der Wilden Gutach (360 m ü. NHN) heraufführt und über den Obereck hinweg das sich zwischen Rohrhardsberg und Brend erstreckende Farnberg-Plateau erreicht. Vom Höllkopf kann auch die nördlich parallel verlaufende Kostgfällschlucht erreicht werden (über Forstwege und Verbindungspfade ohne Kennzeichnung).
Der Gipfel ist mit einem schmiedeeisernen Kreuz markiert und bietet gelegentlich von der schütteren Bewaldung begrenzte Ausblicke über das Simonswälder Tal hinweg zum Kandel und, bei guten Sichtverhältnissen, zum Feldberg. 

## Naturräumliche Merkmale

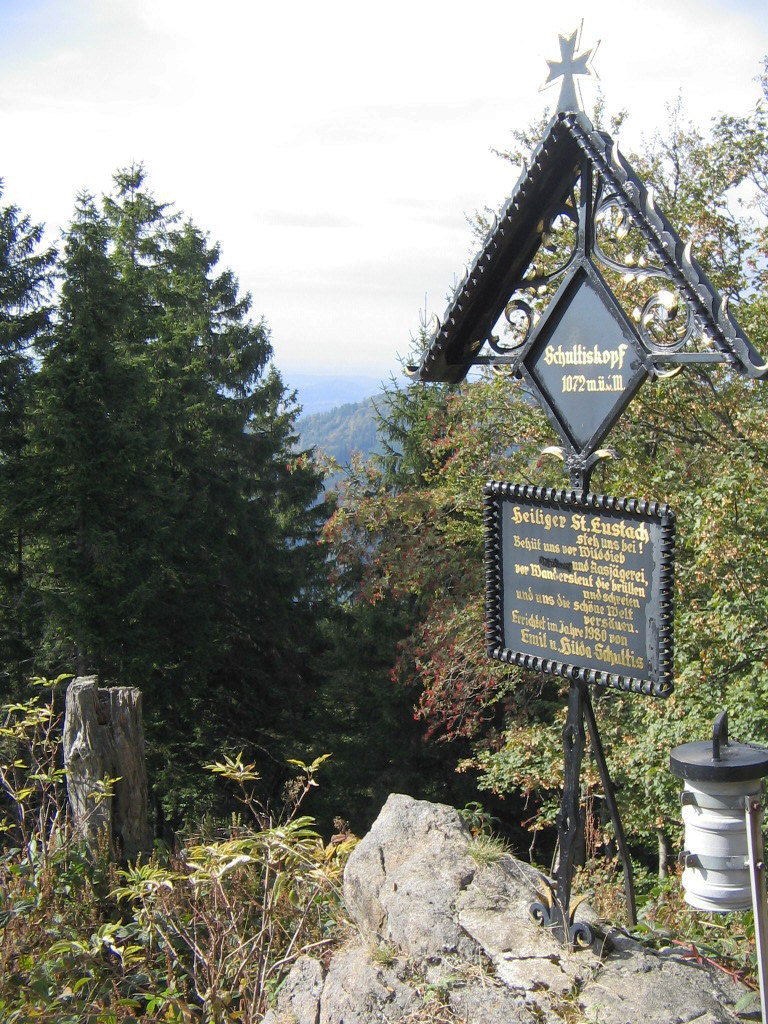
Blick vom Gipfelkreuz nach Westen

Der Schultiskopf liegt in einem für ein Mittelgebirge außergewöhnlich tief zertalten und scharfkantig reliefierten Gebiet. Das umgebende Talsystem der Wilden Gutach ist in diesem Bereich bis über 800 Meter tief eingeschnitten. Der Grat ist überwiegend aus mäßig verwitterungsresistenten Paragneisen aufgebaut. An einigen Stellen streichen auch grobblockiger verwitternde Orthogneise aus, wo Klippenbildungen häufiger sind.
Die schuttreichen, hohen Steilhänge sind schattseitig von typischem Eschen-Ahorn-Schluchtwald bestanden und sonnseitig von Hangmischwäldern mit größerem Eichenanteil. Die Südhänge des Grates sind als FFH-Gebiet und als Vogelschutzgebiet gemeldet (Oktober 2013). Der Schultiskopf liegt im Gebiet des Naturparks Südschwarzwald.